# Beat Shot !!
『Beat Shot !!』（ビート・ショット）は週刊プレイボーイ（集英社）にて1985年から1989年まで連載された漫画。作者は池沢さとし。1989年にはGAINAXからOVA化もされた。

## 概要
『サーキットの狼』の大ヒットで当時の少年達の心を掴んだ池沢さとしが青年や大人になった読者に向けて描き上げた長編ゴルフ漫画。栄光と美女をかけた熱き学生ゴルファーの戦い。主人公･流石今日一は類いまれな肉体を持ち、ゴルフの才能はもちろんのことSEXの才能も開花させていく。全関東学生ゴルフ選手権、全日本学生選手権、関東アマチュア、関東オープンといった学生ゴルフ大会をピンチを迎えながらも多くの美女達とのSEXで乗り越えていく姿をカラッと爽やかに描く青春ストーリー。

## ストーリー

### 華青大学ゴルフ部新入生歓迎会編
衝撃のドラコン大会
この年の華青大学のゴルフ部新入生歓迎ドライブコンテスト大会はいつになくマスコミの注目が集まっていた。高校生ジュニア大会3連覇を達成した財閥の御曹司･花祭明彦が入部したからだ。花祭はドラコンで280メートルを越えるドライブショットを披露。そこへ同じ新入部員･流石今日一が現れてドラコンに参加する。今日一が放ったショットは花祭明彦の距離を越えた。この無名の新人の衝撃的な登場に会場は静まり返る。流石今日一はそのショットに納得がいかず再度のドライブショットを懇願し、同期入部の桜井さやかと女子ゴルフ部キャプテンの菊池美咲がスパット役を買って出て認められる。今日一がアドレスに入ったその時にグリーンに風が吹き、美咲キャプテンの太ももと下着が露わになる。今日一のドライバーは芝をたたいてしまう。一打目がまぐれなのか実力なのかわからないまま昼休憩となる。午後は新入生で1ラウンドを競いTOPとなった者が春のリーグ戦のレギュラーメンバーに登録されることがアナウンスされた。
甘い昼休憩
多くの女子部員が花祭明彦を追っかける中、菊池美咲は野性味溢れる流石今日一に目をつけて自分がいつも使っている部屋に誘う。部屋に入るなりゴルフウェアを脱ぎ今日一に迫る。今日一が童貞であることを告白すると美咲キャプテンは優しくリードする。今日一は自分のシンボルを美咲キャプテンの口に含まれて1回目の絶頂に達すると女のカラダを教わりながらSEXを学び2回目の絶頂も迎える。そして直後に3回目を求める。自然の中で野生児のように育ち底なしのタフネスが備わっていた今日一のシンボルには活力が漲り続けていた。今日一を受け入れた美咲キャプテンはかつて経験したことのない男としての強さを感じ何度も絶頂に達する。
午後のレギュラー選抜戦
レギュラー登録を目指して午後の1ラウンドが始まった。トップバッターは流石今日一。またもや凄まじいドライブショットで280メートル付近まで飛ばす。今日一は自分のショットを「Beat Shot!!」と呼ぶ。ギャラリーはあらためてその実力に驚く。その中で最も驚嘆していたのは美咲キャプテンだった。たった今まであんなにも激しいSEXを何回もこなしたというのにあの腰の切れ味…。流石今日一という怪物の出現は彼女を虜にしていった。プレイが進むに連れて流石今日一の素性が明らかになった。瀬戸内海の孤島･流石島の自然の中でかつての名ゴルフプレイヤー･中本音吉の指導を受けていたのだった。毎日40Kmのランニングと過酷な練習でその肉体と精神を鍛え上げられていたのだ。花祭明彦との熾烈な戦いは17番ホールを前に2打差をつけられる展開に。しかし17番で1打差縮めて最終18番ホールを迎えた。堅実なプレーの花祭がバーディでホールアウト。一方の今日一は攻めに攻めてイーグルでホールアウト。2人の戦いは共に5アンダーで並んでフィニッシュ。1年生のレギュラーは数日後に決めることがアナウンスされた。
大会後に待っていたもの
桜井さやかは流石今日一を帰りは車で送ろうと思い探すが見当たらない。試合中の無礼な態度等のペナルティでランニングをさせられていた。コースをマラソンしていた流石今日一にカートに乗って声をかける人物がいた。美咲キャプテンである。激しいSEXとゴルフで今日一の披露度を心配する美咲だったが、逆にSEXを懇願される。木陰に忍び込んで2人は求め合う。強烈な快感を得た菊池美咲は確信する。この流石今日一という男は、ゴルフは未知数だがSEXは天才であると。その頃、花祭明彦は多数のマスコミ取材をこなして愛車･ランボルギーニで帰るところであった。帰り際に見かけた新入生の中でも目立っていた桜井さやかをいつか自分のものにすることを想像していた。美咲キャプテンとのSEXを終えた流石今日一をクラブハウスでさやかが待つ。自宅の住所を聞くとさやかの自宅で今日一が下宿することが分かった。そこは今日一を育てた中本音吉と子弟関係にあるさやかの父親が経営するゴルフ練習場が隣接していた。

### 全関東学生ゴルフ選手権予選編
春のリーグ戦レギュラー決定
後日、春のリーグ戦レギュラーは花祭明彦に決まった。今までの実績を考慮しての決定だった。花祭は今日一との決定戦を懇願したが認められなかった。華青大学は花祭明彦の活躍もあり強豪大学を相手に大健闘。各紙はその健闘ぶりを大きく報じた。最終的には花祭は個人戦では2位タイ、華青大学は4位の成績を収めた。
プロゴルファー･伊吹舞
花祭明彦がリーグ戦で活躍している頃、流石今日一はさやかの練習場で黙々と練習に打ち込んでいた。そんな時に練習場で伊吹舞という美人プロゴルファーと出会う。今日一がフォームの問題を指摘すると彼女のショットは見違えるようになっていった。意気投合した2人はその日に関係を結ぶ。伊吹舞は次のトーナメント戦で今日一にキャディを依頼する。そしてその試合で伊吹舞はかつてない大健闘を見せる。試合はテレビ中継され、まるで恋人のように息のピッタリ合った流石今日一と伊吹舞の姿が映し出される。迎えた最終18番ホールでティーショットを沈めると2人ははばかることもせずにグリーン上で熱い口づけを交わした。
さやかの嫉妬
桜井さやかは花祭明彦が住む豪邸に招待されていた。今日一と美人プロゴルファーとの口づけのシーンをそこで見ることになった。傍でさやかの激しい嫉妬心を感じた花祭は自宅のプールで泳ぐことを促す。そしてさやかの美しさに衝動を抑えきれなくなった花祭は自分の思いを吐露して抱こうとする。しかし流石今日一に想いを寄せている清楚なさやかを抱くことは出来なかった。その夜、今日一は伊吹舞との熱い祝杯をベッドの上であげていた。今度は今日一が活躍する番だと舞に告げられる。全関東学生ゴルフ選手権の予選が近づいていた。
予選始まる
全関東学生ゴルフ選手権の予選が始まった。流石今日一はいきなりビートショットを見せて300ヤードを飛ばして見せた。しかし同じ組に今日一以上の飛ばし屋がいた。一目大学一年生の式場だ。いきなりバーディスタートの式場が中盤まで試合をリードするが、プレッシャーを全く感じない流石今日一のペースに呑まれて自滅していく。式場の背後には美しい美女の存在があった。財閥令嬢の徳川姫子だ。式場の限界を見切った彼女は流石今日一に異常な興味を示す。結局一次予選は流石今日一が63のスコアでトップ通過。花祭明彦が65で2位通過という結果に終わった。
流石今日一を全面バックアップする財閥令嬢
流石今日一のプレイを見てトッププレイヤーの資質を十分に感じた徳川姫子は今後のバックアップを約束する。今日一が欲しいモノは何でも与える。そこに交換条件などない。彼女の望みは自分の支援で世界No.1プレイヤーを輩出することにあったのだ。徳川姫子の指図は一切受けないことを条件に今日一はバックアップに付き合うことに決めた。早速、姫子はポルシェを今日一に買い与えた。

### 男女ミックスあふあふ合宿編
美咲キャプテンとのスリル満点の昼休憩
華青大学ゴルフ部は伊豆で1週間の合宿に入った。ゴルフ部の縦関係は凄まじく厳しい。そういう関係の中で一年生は結果を出さなければレギュラーはとれない。昼食後のわずかな休憩時間もロッジの掃除や先輩へのマッサージで潰れる。マッサージをする今日一に声がかかる。美咲キャプテンだ。朝からマッサージのリザーブをしていたと訴えて自分の部屋に連れ込む。残り時間がわずかしかないにもかかわらず2人は全裸になって激しいSEXに興ずる。そんな最中、合宿所に高級外車･ロールスロイスが乗りつけられる。徳川姫子が今日一に会いに来たのだ。受け付けをした桜井さやかが今日一を探しにいく。男子部員から美咲キャプテンにマッサージを頼まれて連れていかれたことを知る。女子部員が大勢いるのになぜ今日一にマッサージを頼んだのか…。そんな疑問を抱きながら美咲の部屋に向かって歩き出す。部屋の中には肉欲を貪る今日一と美咲の姿があった。美咲キャプテンは今日一の天才的なテクニックに何度も絶頂を迎えていた。さやかが部屋の前に立ったそのとき、ガラスが割れる音が合宿所に響き渡った。窓の外をみると徳川姫子のロールスロイスのフロントガラスに練習していたゴルフボールが直撃したのだった。
写真週刊誌カメラマンとの勝負
合宿中に流石今日一が出したスコアを知ったマスコミが大挙して合宿所を訪れた。全関東学生ゴルフ選手権の一次予選での驚異の63というスコアもあって今や流石今日一はマスコミの注目を集めていたのだ。昼休憩時間に押し寄せたマスコミだったが流石今日一の姿が見当たらない。今日一はこの日も女子ゴルフ部員とSEXを楽しんでいたのだ。一糸纏わぬ姿になって快楽に耽る流石今日一の姿を窓の外からファインダー越しにシャッターを連写する男がいた。写真週刊誌のカメラマンだ。流石今日一は相手の女子部員の名誉のためにカメラのネガを出すことを要求する。交換条件は午後のハーフを5アンダーでホールアウトすることだった。そして午後の9ホールが始まった。かつてないプレッシャーの中、バーディを狙い過ぎてプレイに力みが出て中々スコアが伸びない。しかし残り5ホールで本来の自分を取り戻し、17番ホールではアルバトロスという離れ業をやってのけ、スコアを5アンダーにした。その姿を見てカメラマンは自らネガを処分した。流石今日一のスケールの大きさに自分の小さな姿を比べた結果の行動であった。
合宿最終日の夜の祭りにて
1週間の合宿の成績は流石今日一がトップで花祭明彦が1ストローク差で2位で終了した。その夜は合宿所近くで村祭りが開催されるということで多くのゴルフ部員が繰り出した。今日一とさやかも祭りを楽しむ。浴衣姿のさやかに今日一も気持ちが高まる。金魚すくいや花火を楽しむ2人を遠くから見つめる者がいた。美咲キャプテンだ。強いジェラシーを感じた彼女は2人に近づく。多くのゴルフ部員が楽しんでいる射的大会にさやかを促す。一緒に行こうとする今日一を美咲は呼び止める。祭りの会場から離れて木々が生い茂る場所で今日一を求める。今日一は快楽に溺れる美咲キャプテンの表情にさやかの顔をだぶらせて果てる。そして同時に花火が打ちあがった。

### 全関東学生ゴルフ選手権決勝編
決戦前夜
伊豆合宿を終えた流石今日一は全関東学生選手権決勝に向けて黙々と練習に励んでいた。そこへ徳川姫子が現れる。予選同様合宿でも驚異的なスコアを叩き出し好調を維持していることに安堵し、決勝でベスト3に入ったら今日一の望みを何でも叶えることを約束する。今日一の望みは徳川姫子とSEXすることだと伝える。それに対し姫子は優勝したら考えると返答する。一方で彼女は決勝ラウンドで今日一の欠点が出る可能性を懸念した。姫子が帰った後、今日一のファンであった女子高生･由美から逆アプローチを受ける。早速ホテルに向かいSEXをするが、勃たない。初めての経験に今日一は動揺する。まさか初の学生選手権に徳川姫子のプレッシャー…そんなバカな‼一抹の不安を抱えて選手権を迎えることとなる。
どん底にもがく
全関東学生ゴルフ選手権は選考を経た60名の選手によって競う。競技方法は第一日目が36SHプレイに依り16名をクオリファイ。以降トーナメント形式とし1･2回戦は18HS、準決勝･決勝は36HSマッチプレイに依る。流石今日一のクオリファイが始まった。1番ホール第一打で同組の金石隼人、吉田文雄の後塵を喫す。その後もミスを連発していきなりトリプルボギーでのスタートとなる。今日一の頭には女子高生･由美を相手に勃たなかった一夜が甦る。あの日から何かが狂い始めている…。今日一のゴルフは精彩を欠き、午前中のラウンドを42、43の85と大たたきする。このままでは16名には残れず決勝トーナメントに駒を進めずに敗退してしまう。流石今日一はかつてない絶体絶命のピンチを迎えた。
救世主現る
午前のラウンドを終えて今日一は出口を見いだせないでいた。そこに今日一を心配した美咲キャプテンが現れる。今日一は美咲を見るや彼女の手をとってグリーンから外れた木々で覆われた茂みに連れて行った。今日一はあっという間に美咲の服を脱がし一糸纏わぬ姿にした。このSEXでゴルフが変わるかもしれないんだ！今日一の悲痛な訴えを美咲は受け入れる。真夏の木漏れ日に輝く美咲キャプテンの美しい裸体を凝視する。今日一のシンボルに活力が漲る。そして午前の悪夢を振り払うかのように快楽に没頭する。悦びに満ちた美咲キャプテンを見つめながら今日一は自分に言いきかせた。オレは出来るんだ！午後のラウンドはイケる！
よみがえるパワー
昼休憩時間の美咲キャプテンとのSEXですっかり自信を取り戻した流石今日一。いきなり300ヤード越えのビートショットを炸裂させる。ティーショットも冴え渡りバーディラッシュを見せる。午前は85を叩いたが、午後は一変して10アンダーの62という驚異的なスコアでホールアウト。16名に絞られるクオリファイを16位で通過した。
決勝トーナメント
流石今日一の1回戦の相手はクオリファイを8位で通過した金石隼人。互いにバーディ、ボギーの出入りが激しく両者イーブンのまま18ホールまで進む。今日一は第2打でジャンク。ゴルフボールはOB杭に張りついた。金石はバーディも狙える位置につけた。このピンチで今日一が放ったリカバリーショットはベタピン。このショットに動揺した金石はバーディパットはおろかパーパットまで外してしまう。流石今日一の一回戦は通過した。流石今日一の2回戦はクオリファイ4位の一目大学4年生で副キャプテンの郷田剛良。学生ゴルフ界一の飛ばし屋で有名だ。ここでも今日一のビートショットが郷田を越える。ギャラリーの声援を見方につけた今日一が次第にリードを広げ勝利した。ギャラリーの中には徳川姫子の姿もあった。
準決勝
準決勝の相手は一目大学4年生キャプテンの米沢大介。精密機械のようなプレイで堅実なゴルフをする。流石今日一とは正反対のプレイヤーだ。案の定準決勝は互いの特徴が顕著に見られる展開となった。米沢の3アップで16番ホールを迎える。今日一が放った一打はあわやOBとなるもので敗退のピンチ。しかしここからが流石今日一の真骨頂で、流石島で鍛えた経験が生きる。アルバトロス寸前のベタピンでイーグル。17番、18番と今日一が制し、サドンレスに持ち込んだ。流石今日一の破壊的な爆発ゴルフに精密機械のようなショットは狂わされ米沢大介の第一打は林の中。米沢の第二打は木に当たったボールが額に直撃し、続行不能となり流石今日一が勝利した。決勝の相手は花祭明彦。華青大学の1年生同士という前代未聞の決勝戦となった。
禁断の果実
決勝進出の祝福に徳川姫子が今日一に会いに来た。今日一は約束通りベスト3進出のご褒美として姫子とのSEXを求める。拒む彼女を何とかホテルの部屋に招き入れる。高飛車な態度の姫子を見てますます欲望が高まる今日一は、彼女をベッドに押し倒し服を脱がしてしまう。姫子の最後の忠告も無視して最後のパンティーを脱がせる。今日一の天才的なテクニックで姫子は初めてのエクスタシーを得た。徳川姫子の過去の経験が男性不信に陥らせていたが、今日一がそれを払拭した。女の悦びを知った姫子は2回戦を求めるのだった。
決勝 午前
流石今日一と花祭明彦の決勝は5ホールを終わって今日一の3アップという展開。その後は一進一退の好勝負が続く。2人の熱い戦いを花祭明彦の父である明雄が目を細めて観戦していた。そして今日一にゴルフを教えた中本音吉の姿もあった。さらには徳川姫子も流石今日一に近づき健闘ぶりを応援していた。見つめ合う2人。その姿を見て菊池美咲は直感する。この女と流石今日一は男女の関係にあると。結局午前は今日一の3アップのまま18番ホールアウトとなった。
流石今日一の素性
昼休憩の食堂ではマスコミ関係者が驚きの情報を公開した。流石今日一の父親は花祭財閥の総帥で花祭明彦の父親でもある明雄だという。母親は違うが流石今日一と花祭明彦は兄弟だというのだ。同じ食堂にその2人もいた。動揺する2人。徳川姫子も動揺していた。花祭財閥は徳川財閥とはライバル関係にある。流石今日一が花祭家に関係あるとしたら今後の支援に影響を及ぼす。それぞれが動揺を隠して午後の決勝に臨むこととなった。
決勝 午後
花祭の父が自分の父親でもあることを知り流石今日一は動揺し、それが午後のプレイにも現れた。ミスショットが目立ち始めて3アップのリードが4番ホールでイーブンとなった。しかしここから気を取り直してビートショットを連発させる。花祭も自分のゴルフを展開しイーブンのまま最終18番ホールを迎えた。今日一の放った第一打は飛距離はあるものの逸れてしまい木の根元に付けてしまう。今日一はここで後ろ向きになって股の間を通すリカバリーショットを選択する。見事にグリーンエッジまで持っていくことに成功。第三打でチップインバーディをもぎ取る。これに対し花祭はサンドバンカーからバーディトライするがピンに嫌われる。この瞬間流石今日一の優勝が決まった。

### 花祭財閥と徳川財閥編
花祭明雄
花祭明彦の父･明雄はクラブハウスで緊急記者会見を開く。そこで流石今日一が自分の息子であることを告白する。明雄はかつてプロゴルファーを目指していたが財閥の事業を引き継ぐことでその道を断念した。世界に通用するプレイヤーを2人の息子に託し二通りの育成を考えた。最新の近代的トレーニングを積んだ明彦と自然の中に飛び込ませ野性味をもたらした今日一。この2人がゴルフ界のスーパースターになることを自信を持って約束した。全関東学生ゴルフ選手権の結果は自然の中で育った流石今日一が勝利した。
徳川姫子との別れ
優勝を決めた夜、今日一はポルシェを走らせて徳川姫子が待つホテルへ向かった。そこで姫子の決意を聞かされる。花祭家の血を継ぐ人間であることが分かった以上長年牽制しあっている徳川財閥の娘としては今後バックアップ出来ない。流石今日一と徳川姫子はロミオとジュリエットなのだと。そして最後の夜を2人は激しく求め合った。情事後に姫子は宣言する。今後は流石今日一より才能豊かな男を見つけて敵として勝負すると。今日一もその時の戦いを待ち望んでいた。

## 登場人物
流石今日一
本編の主人公。幼少期から瀬戸内海の孤島･流石島の自然の中でかつての名ゴルファー中本音吉の指導のもとゴルフの練習を積んできた。その中で強靭な肉体とタフネスを手に入れて華青大学のゴルフ部に入部する。同時に入部したジュニア選手権3連覇の花祭明彦を新入生歓迎ドラコン大会で敗ぶり注目を集める。今日一が放つショットは他を圧倒するもので彼自信「Beat Shot !!」と呼んでいた。女子ゴルフ部のキャプテン･菊池美咲に誘われ初体験をしてからSEXがゴルフの成績のバロメータになっていく。美咲キャプテンはもちろん、女子プロゴルファー、アイドル歌手、大財閥の令嬢、美人キャディ、医者…等とのSEXをパワーに変えて学生ゴルフ界の頂点に昇りつめていく。ただ、同期で入部した気になる存在の桜井さやかにだけは手が出せないでいた…。
桜井さやか
本編のヒロイン。華青大学のゴルフ部に入部。同時に入部してきた流石今日一の破天荒な振る舞いに嫌悪感を抱いていたがいつしか気になる存在になっていく。キュートなルックスのため、花祭明彦からアプローチされるも流石今日一の存在から受け入れられない。流石今日一とはプラトニックな関係が本編終盤まで続いていくため、その清純なキャラクターが際立つ存在となっている。
花祭明彦
流石今日一の最大のライバル。花祭グループの御曹司で高校時代はジュニア三連覇を達成。その甘いマスクもあってアイドル的人気を博しマスコミからも注目されていた。そんな花祭が進学先として選んだ大学はゴルフの名門とは言えない華青大学だった。自分の力で華青大学を優勝させることに意義を見出してのことだったが、同期に流石今日一が入部してきて当初の目論見が崩れる。やがて流石今日一とは兄弟関係にあったことを知り、ゴルフ留学を決意し渡米する。
菊池美咲
華青大学の女子ゴルフ部キャプテン。父はゴルフ協会の理事を務めており、彼女の生活はセレブ感に満ちたものとなっている。入部してきた流石今日一の野性味溢れる魅力に惹かれ、新入生歓迎ゴルフ大会の昼休憩に自分の部屋に誘う。そこでSEXの手ほどきをするが、逆にその巨大なシンボルとタフネスさに今日一の虜になる。その後は献身的に今日一のSEXパートナーとなり彼のスランプ克服の原動力となる。流石今日一との肉体関係は物語の後半まで続き彼をSEXの天才に仕立てていくサブヒロインとして描かれる。流石今日一と桜井さやかにプラトニックな恋愛感情があることに気づいて嫉妬心も秘めている。本編の性格を考えると美咲キャプテンこそヒロインと言えるかもしれない。
徳川姫子
徳川財閥の令嬢。流石今日一のゴルフの才能を見込み近づく。恋愛感情も抱くが流石今日一が花祭財閥の総帥･花祭明雄の息子だということが分かりその関係を清算する。その後は流石今日一に対して強力なライバルを次々に送り込む。猿田剛、結城光は流石今日一と壮絶なゴルフ対決を繰り広げる。
猿田剛
徳川姫子に見出された学生ゴルファー。打倒･流石今日一に燃え、全日本学生選手権に臨む。ギャラリーで見かけた菊池美咲に一目惚れするが流石今日一との関係を知ることとなり愕然とする。

## 書誌情報
- 池沢さとし 『Beat Shot !!』 集英社〈プレイボーイコミックス〉、全11巻
  1. 1986年10月発売、ISBN 4-08-857131-2
  2. 1986年12月発売、ISBN 4-08-857132-0
  3. 1987年4月発売、ISBN 4-08-857133-9
  4. 1987年8月発売、ISBN 4-08-857134-7
  5. 1987年11月発売、ISBN 4-08-857135-5
  6. 1988年2月発売、ISBN 4-08-857136-3
  7. 1988年8月発売、ISBN 4-08-857137-1
  8. 1989年2月発売、ISBN 4-08-857138-X
  9. 1989年4月発売、ISBN 4-08-857139-8
  10. 1989年6月発売、ISBN 4-08-857140-1
  11. 1989年8月発売、ISBN 4-08-857141-X